# Júlio Baptista
Pour les articles homonymes, voir Baptista et Clement.
Júlio Baptista, de son nom complet Júlio César Clement Pereira Baptista, né le 1er octobre 1981 à São Paulo (Brésil), était un footballeur international brésilien. Il a évolué au poste d'attaquant ou de milieu offensif.

## Biographie

### Carrière en club
Après avoir commencé sa carrière à São Paulo FC, Baptista signe en 2003 en faveur du club espagnol du FC Séville où il passe deux saisons, avec 63 matchs et 52 buts au total.
Convoité par Arsenal et le Real Madrid en 2005, il signe finalement en faveur des espagnols qui déboursent 20 millions d'euros pour s'offrir le joueur brésilien, soit plus de huit fois la somme déboursée par Séville deux ans plus tôt. Baptista expliquera son choix de rester en Liga afin de pouvoir obtenir la nationalité espagnole. Au milieu des Zidane et Guti, le brésilien réussit quelques performances et marque 8 buts.
Dans les derniers jours du mercato de l'été 2006 et alors que le joueur continue à clamer qu'il souhaite rester dans la capitale espagnole, le Real et Arsenal concluent un échange entre José Antonio Reyes et Baptista qui envoie la bête en Premier League pour un prêt d'une saison.
Baptista peine à s'imposer en Angleterre ne marquant que 3 buts en 24 matchs de championnat. C'est en Coupe de la Ligue qu'il est prolifique avec six réalisations dont un quadruplé lors du quart de finale contre Liverpool. À la fin de la saison, après 10 buts en 35 matchs, le brésilien retourne à Madrid.
Sous la direction du nouvel entraîneur Bernd Schuster, Baptista réussit à s'imposer dans l'attaque des merengues relayant Guti sur le banc. Il marque son premier but européen contre la Lazio de Rome puis en championnat lors du clásico contre Barcelone à la suite d'un formidable une-deux avec Ruud van Nistelrooy, un match remporté 0-1 par le Real.
Le joueur s'engage le 14 août 2008 avec le club Italien de l'AS Rome pour un transfert d'un montant de 12 millions d'euros. Son salaire est estimé à 4.5 millions d'euros annuel.
Le 28 décembre 2010 on apprend qu'il va s'engager avec le club de Malaga CF pour deux saisons et demie et un transfert évalué à deux millions d'euros dès l'ouverture de mercato hivernal. Il y effectue un retour tonitruant en Liga puisqu'en dix journées il inscrit la bagatelle de neuf buts.
Le 25 juillet 2013, Julio Baptista signe un contrat de deux ans avec Cruzeiro. Il remporte deux titres du Championnat du Brésil en 2013 et 2014.
Sorti de sa retraite l'été 2018 pour rejoindre le Championnat roumain après un an et demi d'absence, Julio Baptista quitte le CFR Cluj le 12 mars 2019, après résiliation à l'amiable de son contrat. Il met ensuite un terme à sa carrière deux mois plus tard, le 23 mai 2019.

### Carrière en équipe nationale
Il joue 50 fois pour l'équipe du Brésil. Sa première sélection remonte à mai 2001 lors de la Coupe des confédérations et un match nul 0-0 contre le Japon. Il remporte l'édition 2005 puis l'édition 2009 de la Coupe des confédérations.
Absent de la Coupe du monde 2006, il participe à la Copa América 2007 (3 buts en 5 matchs) profitant du refus de Zé Roberto de participer à la compétition. Le Brésil remporte la compétition en battant l'Argentine 3-0 en finale. Baptista ouvre le score pour la Seleção dès la quatrième minute du match. Cette performance permet au natif de São Paulo d'obtenir une place de titulaire au sein de l'équipe nationale même si celle-là reste éphémère, en effet le jeune Alexandre Pato se voit peu de temps après devenir titulaire à sa place. Il prit sa retraite le 25 mai.

## Statistiques
| Saison    | Club                                  | Championnat        | Coupe Nationale  | Compétition Continentale |
| 1999-2003 | São Paulo FC ( Brésil)                | 73 matchs, 10 buts | ?                | ?                        |
| 2003-2004 | FC Séville ( Espagne)                 | 30 matchs, 20 buts | 6 matchs, 4 buts | -                        |
| 2004-2005 | FC Séville ( Espagne)                 | 33 matchs, 18 buts | 2 matchs, 0 but  | 8 matchs, 5 buts (C3)    |
| 2005-2006 | Real Madrid ( Espagne)                | 32 matchs, 8 buts  | 6 matchs, 1 but  | 7 matchs, 0 but (C1)     |
| 2006-2007 | Arsenal ( Angleterre)                 | 24 matchs, 3 buts  | 7 matchs, 6 buts | 4 matchs, 1 but (C1)     |
| 2007-2008 | Real Madrid ( Espagne)                | 27 matchs, 3 buts  | 3 matchs, 0 but  | 3 matchs, 1 but (C1)     |
| 2008-2009 | AS Rome ( Italie)                     | 27 matchs, 9 buts  | 3 matchs, 0 but  | 7 matchs, 2 buts (C1)    |
| 2009-2010 | AS Rome ( Italie)                     | 23 matchs, 3 buts  | 3 matchs, 1 but  | 6 matchs, 0 but (C1)     |
| 2010      | AS Rome ( Italie)                     | 7 matchs, 0 but    | -                | 1 match, 0 but (C3)      |
| 2011      | Málaga CF ( Espagne)                  | 11 matchs, 9 buts  | -                | -                        |
| 2011-2012 | Málaga CF ( Espagne)                  | 4 matchs, 1 but    | -                | -                        |
| 2012-2013 | Málaga CF ( Espagne)                  | 14 matchs, 4 buts  | -                | 4 matchs, 0 but (C1)     |
| 2013      | Cruzeiro Esporte Clube ( Brésil)      | 12 matchs, 5 buts  |                  |                          |
| 2014      | Cruzeiro Esporte Clube ( Brésil)      | 14 matchs, 4 buts  |                  | 8 matchs, 2 buts (CL)    |
| 2015      | Cruzeiro Esporte Clube ( Brésil)      | 2 matchs, 0 but    |                  |                          |
| 2016      | Orlando City SC ( États-Unis)         | 23 matchs, 6 buts  | 1 match, 0 but   |                          |
| 2018-2019 | Fotbal Club CFR 1907 Cluj ( Roumanie) | 2 matchs, 0 but    |                  | 1 match, 0 but           |

## Palmarès

### Avec l'équipe du Brésil
- Vainqueur de la Copa América en 2004 et 2007
- Vainqueur de la Coupe des confédérations en 2005 et 2009
- Quatrième de la Coupe des confédérations en 2001
- Finaliste de la Gold Cup en 2003

### Avec Cruzeiro EC
- Champion du Brésil en 2013 et 2014

### Avec São Paulo
- Champion de l'État de São Paulo en 2000
- Vainqueur de la Coupe de São Paulo des moins de 20 ans en 2000
- Vainqueur du Tournoi Rio-São Paulo de football en 2001
- Vainqueur du Super championnat de l'État de São Paulo en 2002

### Avec Arsenal
- Finaliste de la Coupe de la Ligue anglaise en 2007

### Avec le Real Madrid
- Champion d'Espagne en 2008
- Vice-Champion d'Espagne en 2006
- Finaliste de la Supercoupe d'Espagne en 2007

## Distinctions personnelles
- Prix Don Balón de révélation de la Liga en 2004
- Plus beau but de la saison 2007/2008 de la Liga (But contre le FC Barcelone le 23/12/2008)